# Jezusov krst
Jezusov krst je dogodek, ko je Janez Krstnik krstil Jezusa v reki Jordan. Hkrati je Jezusov krst tudi ime praznika, ob katerem se kristjani spominjajo tega dogodka.
Evangelij po Mateju opisuje dogodek z naslednjimi besedami:

Tedaj je prišel Jezus iz Galileje k Jordanu do Janeza, da bi se mu dal krstiti. Janez ga je hotel odvrniti od tega in je rekel: »Jaz bi se ti moral dati krstiti, pa ti hodiš k meni.« Jezus je odgovoril in mu dejal: »Pústi zdaj, kajti spodobi se nama, da tako izpolniva vso pravičnost.« Tedaj mu je pustil. Po krstu je Jezus takoj stopil iz vode, in glej, odprla so se mu nebesa. Videl je Božjega Duha, ki se je spuščal kakor golob in prihajal nadenj. In glej, glas iz nebes je rekel: »Ta je moj ljubljeni Sin, nad katerim imam veselje.« (Mt 3,13-17)

Krst je bil pomembna prelomnica v Jezusovem življenju. Pred krstom je živel Jezus precej neopazno kot obrtnik v Nazaretu, po krstu pa je začel z javnim delovanjem: zbral je skupino učencev, njim in širši javnosti je oznanjal svoj nauk, ozdravljal je bolne in delal čudeže.
Krst je že od nekdaj simbol očiščenja: voda človeku (simbolično) izmije grehe. Jezus po krščanskem verovanju ni bil grešen, zato ima njegov krst drugačen teološki pomen: s tem se je Jezus solidariziral z grešniki in se jim postavil za zgled. Iz Jezusovega krsta se je razvil krščanski zakrament krsta.
Ob krstu se je zgodila tudi ena izmed razglasitev Jezusa za Božjega sina. Prva taka razglasitev se je zgodila že, ko je angel oznanil Mariji, da bo spočela Božjega sina; druga ob Jezusovem rojstvu in poklonu Svetih treh kraljev; pozneje pa še pri Jezusovi spremenitvi na gori.
V katoliškem in pravoslavnem koledarju je 6. januar praznik Gospodovega razglašenja (tudi: epifanija ali teofanija). V Rimskokatoliški Cerkvi  šteje za glavno vsebino praznika dogodek, ko so sveti trije kralji razglasili, da je Jezus Božji sin, praznik Jezusovega krsta pa je na prvo nedeljo po 6. januarju. V pravoslavnih Cerkvah večinoma oba praznika praznujejo na isti dan (6. januar po novem pravoslavnem koledarju; v tistih Cerkvah, ki uporabljajo še stari koledar, pa 19. januar). V nekaterih pravoslavnih Cerkvah praznujejo Jezusov krst en dan po prazniku Svetih treh kraljev (7. januar/20. januar).